# أيسون قياجي
أيسون قياجي (بالتركية: Aysun Kayacı)‏ هي عارضة أزياء وممثلة ومذيعة تركية سابقة ولدت في يوم 20 مايو 1979 في إسطنبول، بدأت مشوارها في سنة 1994، اشتهرت بعد فوزها بجائزة أفضل عارضة أزياء في تركيا. ومثلت في العديد من الأفلام والمسلسلات التركية قبل أن تعتزل في سنة 2012 بعد زواجها.